# David Wasco
David Wasco (...) è uno scenografo statunitense, candidato a vari premi per il lavoro svolto su Kill Bill: Volume 1, I Tenenbaum e Collateral e vincitore nel 2017 di un Oscar alla miglior scenografia per il film La La Land.

## Filmografia parziale
- La prima volta (Smmoth Walk), regia di Joyce Chopra (1985)
- La luna spezzata (In a Shallow Grave), regia di Kenneth Browser (1988)
- Twister, regia di Michael Almereyda (1989)
- Le iene, regia di Quentin Tarantino (1992)
- Il grande fiume del Nord (Where the Rivers Flow North), regia di Jay Craven (1994)
- Pulp Fiction, regia di Quentin Tarantino (1994)
- Killing Zoe, regia di Roger Avary (1994)
- Un colpo da dilettanti (Bottle Rocket), regia di Wes Anderson (1996)
- She's so Lovely - Così carina (She's So Lovely), regia di Nick Cassavetes (1997)
- Jackie Brown, regia di Quentin Tarantino (1997)
- Rushmore, regia di Wes Anderson (1998)
- Il colpo (Heist), regia di David Mamet (2001)
- I Tenenbaum, regia di Wes Anderson (2001)
- Kill Bill: Volume 1, regia di Quentin Tarantino (2003)
- Kill Bill: Volume 2, regia di Quentin Tarantino (2004)
- Collateral, regia di Michael Mann (2004)
- Il colore del crimine (Freedomland), regia di Joe Roth (2006)
- Stop-Loss, regia di Kimberly Peirce (2008)
- Redbelt, regia di David Mamet (2008)
- Bastardi senza gloria (Inglourious Basterds), regia di Quentin Tarantino (2009)
- Rampart, regia di Oren Moverman (2011)
- 7 psicopatici (Seven Psychopaths), regia di Martin McDonagh (2012)
- Cinquanta sfumature di grigio (Fifty Shades of Grey), regia di Sam Taylor-Johnson (2015)
- La La Land, regia di Damien Chazelle (2016)
- Molly's Game, regia di Aaron Sorkin (2017)